# Jean-Philippe Durand
Jean-Philippe Durand (Lyon, 11 de novembro de 1960) é um ex-futebolista francês, que atuava como meio-campista e aposentando-se em 1997. Em sua carreira futebolística, jogou para Olympique de Marseille e França na Euro de 1992.

## Títulos
Olympique Marseille
- Ligue 1: 1991-92
- Liga dos Campeões da UEFA: 1992–93
- Ligue 2: 1994-95